# Молчановський район
Молча́новський район (рос. Молчановский район) — адміністративна одиниця Томської області Російської Федерації.
Адміністративний центр — село Молчаново.

## Населення
Населення району становить 12130 осіб (2019; 13446 у 2010, 15591 у 2002).

## Адміністративно-територіальний поділ
На території району 5 сільських поселення:
| Поселення                       | Площа, км² | Населення, осіб (2002) | Населення, осіб (2010) | Населення, осіб (2019) | Центр     | Населені пункти |
| ------------------------------- | ---------- | ---------------------- | ---------------------- | ---------------------- | --------- | --------------- |
| Могочинське сільське поселення  | 1672,73    | 4107                   | 3227                   | 3081                   | Могочино  | 3               |
| Молчановське сільське поселення | 1795,90    | 7051                   | 6441                   | 5794                   | Молчаново | 6               |
| Наргинське сільське поселення   | 309,41     | 2053                   | 1833                   | 1603                   | Нарга     | 3               |
| Суйгинське сільське поселення   | 2008,65    | 1016                   | 691                    | 587                    | Суйга     | 1               |
| Тунгусовське сільське поселення | 564,50     | 1364                   | 1254                   | 1068                   | Тунгусово | 6               |

## Найбільші населені пункти
Населені пункти з чисельністю населення понад 1000 осіб:
| № | Населений пункт | Населення, осіб (2002) | Населення, осіб (2010) |
| - | --------------- | ---------------------- | ---------------------- |
| 1 | Молчаново       | 6 091                  | 5 746                  |
| 2 | Могочино        | 3 182                  | 2 564                  |
| 3 | Нарга           | 1 488                  | 1 385                  |